# Lepidochitona (Dendrochiton) semilirata
Lepidochitona (Dendrochiton) semilirata is een keverslakkensoort uit de familie van de Lepidochitonidae. De wetenschappelijke naam van de soort is voor het eerst geldig gepubliceerd in 1927 door Berry.